# Canal de Crimée du Nord
Le canal de Crimée du Nord (en ukrainien : Північно-Кримський канал, Pivnitchno-Krymskyï kanal ; en russe : Северо-Крымский канал, Severo-Krymski kanal) est un canal d'Ukraine, qui relie le Dniepr à la Crimée. Il est destiné à l'irrigation des basses terres de la mer Noire et à l'approvisionnement en eau de la Crimée.

## Historique

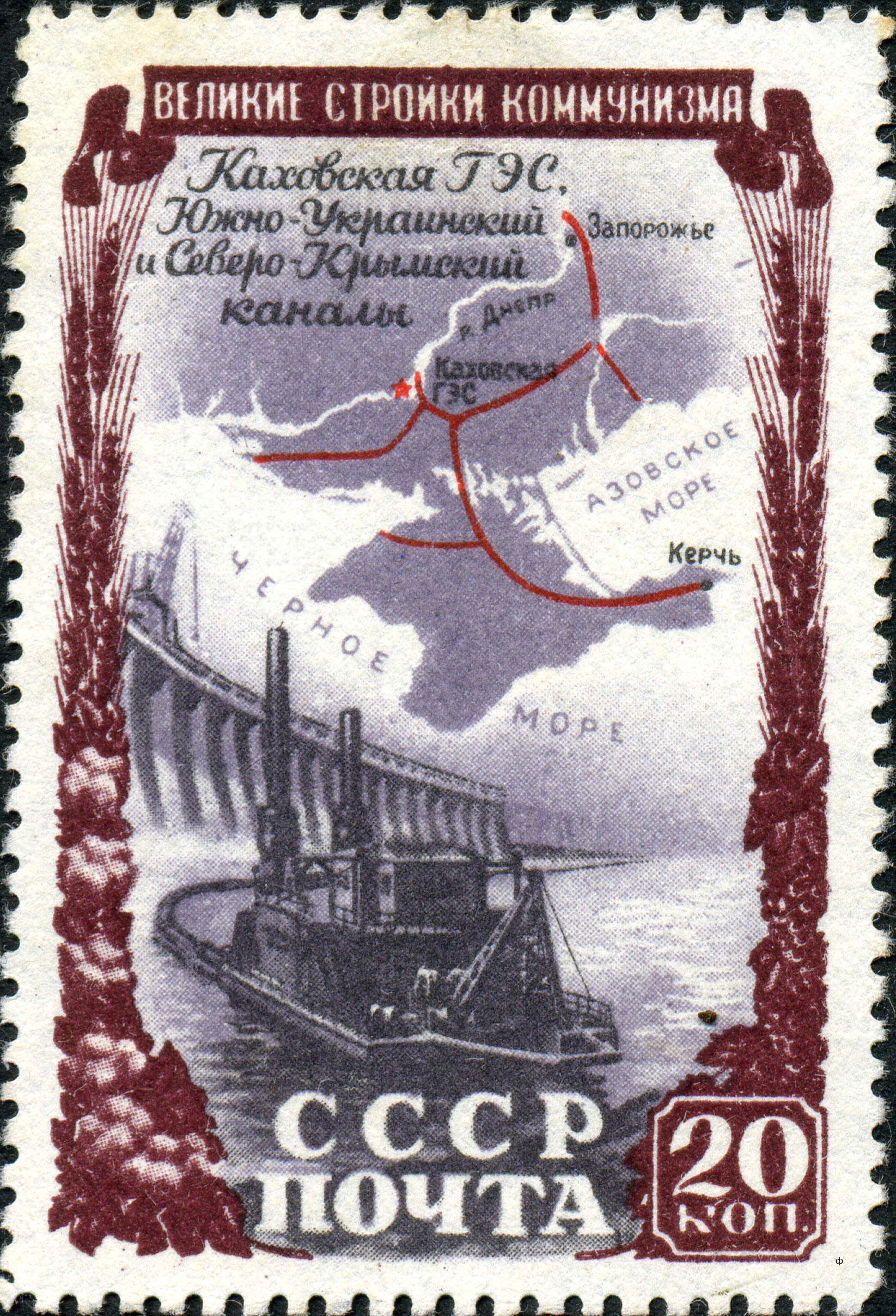
Timbre-poste soviétique de 1951 de la série « Les grands travaux du communisme » : centrale hydroélectrique de Kakhovka, canaux du sud de l'Ukraine et de la Crimée du nord.

### Construction
Le canal de Crimée du Nord a été construit entre 1961 et 1971.
L'idée de construire le canal a été évoquée au XIXe siècle, notamment par le botaniste russo-finlandais Christian von Steven. Ce n'est qu'après la Seconde Guerre mondiale que la décision a été adoptée en septembre 1950 par le Comité central du Parti communiste de l'Union soviétique et le gouvernement de l'Union soviétique. La décision était de construire la centrale hydroélectrique de Kakhovka, les canaux du sud de l'Ukraine et du nord de la Crimée. La construction du canal et des systèmes d'irrigation a commencé en 1957 et s'est déroulée en plusieurs étapes. La première étape a débuté en octobre 1963, transportant de l'eau jusqu'à Krasnoperekopsk au nord. En 1965, le canal a été achevé jusqu'à la ville de Djankoï au centre de la Crimée. En 1971, la ville de Kertch a été atteinte. En décembre 1976, le canal a été officiellement mis en service.

### Entre 1990 et 2014
Après la dislocation de l'Union soviétique, l'entretien de ce vaste système d'irrigation a été négligé et ses performances ont baissé. En 2006, un projet de reconstruction du canal principal a été lancé, grâce à un financement de la Banque mondiale.

### Entre 2014 et 2022
Malgré le rattachement de la Crimée par la fédération de Russie, le canal – qui n'est pas en activité durant l'hiver – a été normalement remis en service le 19 mars 2014 et continue d'alimenter la péninsule en eau, selon l'Agence des ressources en eau ukrainienne. Les nouvelles autorités de Crimée n'ont pas proposé de négocier un contrat afin de régulariser la nouvelle situation du canal et le ministre russe de l'Agriculture, Nikolaï Fedorov, a informé le 24 avril que le canal avait été coupé, ce que les responsables ukrainiens ont aussitôt démenti,.[non neutre]
 (merci d'indiquer la date de pose grâce au paramètre date).
Considérez le contenu de cet article avec précaution. [[Cependant, à la suite de ce conflit de 2014, l’Ukraine réduit grandement le débit d’eau qui passe par le canal de Crimée du Nord, le rendant insignifiant.

### Depuis 2022
Dès le premier jour de l'invasion de l'Ukraine par la Russie, le 24 février 2022 ses parachutistes prennent le contrôle du canal, qui est remis en service par les forces armées de la fédération de Russie,.
Le 20 octobre 2022, le Président Volodymyr Zelensky, accuse les Russes d’avoir « miné » le barrage de la centrale hydroélectrique de Kakhovka, située dans la région occupée de Kherson et qu'« en cas de destruction du barrage, le canal de Crimée du Nord disparaîtra ». L'Institut pour l'étude de la guerre avance que « les militaires russes pensent peut-être que la rupture du barrage pourrait couvrir leur retraite de la rive droite du Dniepr et empêcher ou retarder les avancées ukrainiennes sur le fleuve ». Le barrage de Kakhovka est effectivement détruit le 6 juin 2023. Les 18 kilomètres cubes d'eau se déversent dans le fleuve, inondant des dizaines de villages. Le canal de Crimée ne fournit plus d'eau .

## Caractéristiques
Le canal part de l'extrémité sud-ouest du réservoir de Kakhovka, immédiatement au-dessus de la centrale hydroélectrique de Kakhovka sur le Dniepr, entre les villes de Nova Kakhovka et dans le bassin du port de Nova Kakhovka à Tavriisk, à 64 km au nord-est de Kherson. La longueur du canal principal est de 402,6 km, dont moins de 100 km entre le Dniepr et l'isthme de Perekop à l'entrée de la  Crimée. Après avoir franchi cet isthme, le canal traverse la péninsule pour aboutir à Kertch, à l'extrémité orientale. Sur les derniers kilomètres, du village de Zeleny Yar à Kertch, l'eau du canal emprunte des tuyaux en acier de grand diamètre. 
Son débit maximum au départ du réservoir de Kakhovka atteint 294 m3/s. Il fournit chaque année 3,5 milliards de mètres cubes d'eau. Le canal alimente 10 761,1 km de canaux secondaires, 22 réservoirs et 857 étangs. Une puissante station de pompage à proximité de Djankoï élève l'eau du canal. En tout, plus d'une centaine de stations sont nécessaires pour maintenir l'activité du système d'irrigation. La superficie totale des terres irriguées par le canal est d'environ 400 000 hectares, alors qu'en 1937, seulement 34 500 hectares étaient irrigués dans la région. C'est le système d'irrigation le plus vaste et le plus complexe d'Europe. 
Le canal de Crimée du Nord fournit 85 % de l'eau potable consommée en Crimée. Plusieurs grands réservoirs reçoivent l'eau du Dniepr. Le principal est celui de Megegornoïe, d'une capacité de 50 millions de mètres cubes, qui dessert les villes de Simferopol et Sébastopol. Les réservoirs de Feodossinskoïe, Leninskoïe, Zelenoïarskoïe et Kertchenskoïe servent à l'approvisionnement de Kertch, Théodosie et Soudak. Le réservoir de Kertch a une capacité de 24 millions de mètres cubes. De puissantes pompes élèvent l'eau de 53 m.

### Coordonnées des lieux mentionnés
1. ↑  Début du canal : 46° 45′ 47″ N, 33° 23′ 46″ E.
2. ↑  Réservoir de Kertch : 45° 20′ 11″ N, 36° 03′ 49″ E.

### Source
- Grande Encyclopédie soviétique